# World Trade Center Seoul
World Trade Center Seoul (WTC Seoul), também chamado Korea World Trade Center (KWTC), é um complexo que compreende seis edifícios, localizado junto ao COEX Convention & Exhibition Center, no distrito de Gangnam-gu, em Seul, Coreia do Sul.